# Drunella doddsi
Drunella doddsi is een haft uit de familie Ephemerellidae. De wetenschappelijke naam van de soort is voor het eerst geldig gepubliceerd in 1927 door Needham.
De soort komt voor in het Nearctisch gebied.